# Sílvia Pfeifer
Sílvia Escobar Pfeifer (Porto Alegre, 24 de febrero de 1958) es una actriz y ex modelo brasileña. 
Comenzó su carrera como modelo. Pero fue en 1990 que se ingresó en la televisión con la miniserie Boca do Lixo, como Cláudia. A continuación participó en la telenovela Meu Bem, Meu Mal, como Isadora Venturini. También participó en las novelas, Perigosas Peruas (1992), Tropicaliente (1994), Malhação (1995), El rey del ganado (1996), Torre de Babel (1998), Celebridade (2003), entre otras
En 2009, fue contratada por la RecordTV para vivir el personaje Vera Ávila en Bela, a Feia.
La actriz también actuó en películas, son ellos: Não Quero Falar sobre Isso Agora, Xuxa Popstar y A Cartomante.

## Vida personal
Está casada con el empresario Nelson Chamma Filho, con quien tiene dos hijos: Emanuela y Nicholas.

## Filmografía seleccionada

### Televisión
- 1990 - Boca do Lixo .... Cláudia Toledo
- 1990 - Meu Bem, Meu Mal .... Isadora Venturini
- 1992 - Patrulleras peligrosas .... Leda Vallenari
- 1994 - Tropicaliente .... Letícia Velásquez
- 1995 - Malhação .... Paula Pratta de Gonzalez
- 1996 - El rey del ganado ....  Léia Mezenga
- 1998 - Torre de Babel .... Leila / Leda Sampaio
- 2000 - Uga-Uga .... Vitória Arruda Prado
- 2001 - El clon .... Cinira Dantas (participación especial)
- 2002 - Deseos de mujer .... Virgínia[5]
- 2003 - Kubanacan .... Amanda (participación especial)
- 2003 - Celebridade .... Solange Sá (participación especial)
- 2006 - Pé na Jaca .... Maria Clara Botelho Bulhões Noscheze
- 2008 - Casos e Acasos .... Ana Paula Gueiros (episodio: "Ele é Ela, Ela é Ele e Ela ou Eu")
- 2009 - Bela, la fea .... Vera Ávila
- 2012 - Corações Feridos .... Cacilda Varela de Almeida
- 2012 - Malhação: Intensa como a Vida .... Marta Menezes
- 2014 - Por siempre .... Úrsula Barbosa
- 2015 - Totalmente Demais .... Ella misma (participación especial)
- 2017 - Ouro Verde .... Monica Ferreira da Fonseca
- 2019 - Topíssima .... Marinalva Ramos Gonçalves (Mariinha)
- 2022 - Reyes .... Anainér, Reina de Filistea

### Cine
- 1991 - Não Quero Falar sobre Isso Agora .... Raquel
- 2000 - Le Voyeur .... Suzy
- 2000 - Xuxa Popstar .... Vani
- 2004 - A Cartomante .... Dra. Antônia Maria dos Anjos
- 2006 - O Caso Morel .... Cíntia
- 2015 - Até que a Sorte nos Separe 3: A Falência Final .... Nora Banks